# Floris van Rekom
Floris van Rekom (ur. 8 maja 1991 w Apeldoorn) – holenderski siatkarz, grający na pozycji przyjmującego, reprezentant Holandii. 

## Sukcesy klubowe
Puchar Holandii:
- 2010, 2011

Mistrzostwo Holandii:
- 2010
- 2011

Superpuchar Holandii:
- 2010

Mistrzostwo Belgii:
- 2015

Puchar Francji:
- 2019

Mistrzostwo Francji:
- 2019

Puchar Niemiec:
- 2021